# ShareLaTeX
ShareLaTeX ist ein Online-LaTeX-Editor, der Echtzeit-Kollaboration ermöglicht sowie direktes Kompilieren des LaTeX-Quellcodes zu PDF über das Webinterface. ShareLaTeX ist eine serverbasierte Applikation, die über einen Webbrowser angesteuert wird. Die Software ist unter der freien Lizenz AGPL v3 veröffentlicht und ermöglicht dem Benutzer, eine ShareLaTeX-Instanz selbst zu installieren (lokal oder im Intranet).
Die Software kann Änderungen verfolgen (track changes), Kommentare von mehreren Benutzern erfassen und kann direkt mit Dropbox und Github integriert werden.
Mittlerweile wurde ShareLaTeX von Overleaf übernommen. ShareLaTeX und Overleaf haben ihre Dienste in Overleaf v2 zusammengeschlossen. Dabei ist die Funktionsweise von ShareLaTeX erhalten geblieben und wurde mit einigen Funktionen und Designelementen aus Overleaf erweitert. 